# Skelhøje Posthus
Skelhøje Posthus var et posthus i Skelhøje. Alt postomdeling i Skelhøje, og de omkringliggende bondesamfund skete med udgangspunkt fra Skelhøje Posthus.
Da postekspeditionen i posthuset lukkede, blev den sidste ansatte virksomhedsoverdraget til en nyindrettet postbutik hos byens købmand få hundrede meter væk. Det skyldtes flere års fald i posthusets omsætning. Bygningen er opført i rødt tegl, og bruges i dag som privat bolig. 
 Der er for få eller ingen kildehenvisninger i denne artikel, hvilket er et problem. Du kan hjælpe ved at angive troværdige kilder til de påstande, som fremføres i artiklen.

|  | Denne artikel om en bygning eller et bygningsværk kan blive bedre, hvis der indsættes et (bedre) billede. Du kan hjælpe ved at afsøge Wikimedia Commons for et passende billede eller lægge et op på Wikimedia Commons med en af de tilladte licenser og indsætte det i artiklen. |

|  | Denne artikel kan blive bedre, hvis der indsættes geografiske koordinater Denne artikel omhandler et emne, som har en geografisk lokation. Du kan hjælpe ved at indsætte koordinater i wikidata. |